# Lê Thành Chơn
Lê Thành Chơn (1938-2021) là một cựu Thiếu tá Quân đội nhân dân Việt Nam, một doanh nhân và một nhà văn Việt Nam. Ông được biết nhiều nhất với tư cách là một sĩ quan dẫn đường của Không quân Nhân dân Việt Nam và với các tác phẩm văn học về đề tài không quân Việt Nam.

## Bước đầu binh nghiệp
Ông sinh ngày 23 tháng 3 năm 1938 tại xã Tân Mỹ, huyện Chợ Mới, tỉnh An Giang, nguyên quán ở Bình Định. Năm 1952, ông tham gia Vệ quốc đoàn dù còn rất nhỏ tuổi. Vì vậy, năm 1954, ông theo đơn vị tập kết ra Bắc, được phiên chế về Đại đoàn 338, mật danh Đoàn Đồng Nai. Năm 1958, ông được kết nạp vào Đảng Cộng sản Việt Nam.
Trong thời gian Đại đoàn 338 được tái tổ chức thành cấp Lữ đoàn (1960), một năm sau nâng lên thành cấp Sư đoàn (1961), ông được cấp trên cử đi học bổ túc văn hóa một thời gian. Ngày 1 tháng 5 năm 1960, ông là chiến sĩ duy nhất, cùng với 6 sĩ quan được triệu tập về Trường Văn hóa quân đội ở Lạng Sơn để ôn văn hóa và học tiếng Trung Quốc, chuẩn bị để đào tạo sĩ quan dẫn đường (hoa tiêu) trong lực lượng không quân. Sau khi hoàn tất khóa học, ông được cử đi học một khóa 6 tháng tiêu đồ gần (đánh dấu đường bay trên bàn dẫn đường tại sở chỉ huy) tại Trung Quốc. Ông là sĩ quan tiêu đồ gần đầu tiên của Không quân Nhân dân Việt Nam.
Tháng 6 năm 1961, sau khi đi thực tập tại Sư đoàn Không quân số 5 ở sân bay Hàng Châu, tỉnh Triết Giang (Trung Quốc), ông về nước và công tác Cục Không quân với quân hàm Thiếu úy. Trong thời gian này, ông luyện thi và trúng tuyển vào lớp ban đêm ngành Vật lý, trường Đại học Tổng hợp.
Là hoa tiêu tiêu đồ nhiều kinh nghiệm nhất trong Không quân Việt Nam, Lê Thanh Chơn đã trực tiếp dẫn đường cho các máy bay tiêm kích hàng trăm trận trong gần 20 năm, trong đó dẫn đường thành công khoảng 80 trận đánh, góp phần quan trọng để phi công Việt Nam bắn hạ hơn 60 máy bay Mỹ. Rất nhiều trận đánh được ông ghi lại chi tiết trong hồi ký và tái hiện lại trong các tác phẩm về không quân Việt Nam, trong đó có các trận đánh đầu tiên của MiG-17, các cuộc giao chiến của MiG-21, cho đến các trận tập kích bằng A-37 vào sân bay Tân Sơn Nhứt, hoặc trên chiến trường Tây Nam.

## Nhà văn - doanh nhân
Lê Thành Chơn vốn có thói quen ghi hồi ký. Và thói quen này vẫn được ông giữ cho đến tận hôm nay.
Tác phẩm đầu tiên của ông là một truyện ngắn viết bằng tiếng Hoa, có tựa đề "Người chính ủy của tôi" được ông viết trong chưa đầy một ngày và được đăng trên báo Quân giải phóng của Quân đội nhân dân Trung Hoa. Khi đó ông đang học tập tại Trung Quốc.
Tuy nhiên, sự nghiệp văn chương của ông vẫn chưa thực sự bắt đầu. Năm 1983, ông giải ngũ với cấp bậc Thiếu tá và chuyển sang công tác ở Ban Tổ chức Thành ủy thành phố Hồ Chí Minh. Ông theo học một khóa ngoại ngữ tiếng Anh và quản lý kinh tế. Năm 1989, ông được phân công quản lý khách sạn Sài Gòn, một khách sạn nằm ở trung tâm Thành phố Hồ Chí Minh nhưng đã xuống cấp sau nhiều năm quản lý kém.
Là một người nhiệt tình và chịu học hỏi, ông tìm mọi cách để vực dậy hoạt động của khách sạn. Chỉ trong vòng 5 năm, khách sạn trở thành một doanh nghiệp hiệu quả với nhiều lĩnh vực khách sạn, lữ hành, nhà hàng, giải trí… và được Nhà nước tặng thưởng Huân chương Lao động hạng ba. Năm 1995, Chủ tịch HĐQT kiêm Tổng Giám đốc Lê Thành Chơn được bầu chọn là một trong 10 giám đốc khách sạn giỏi nhất cả nước. Khách sạn Sài Gòn cũng là một địa chỉ thường được các sĩ quan chỉ huy hoặc phi công tham gia trong các trận không chiến ở Việt Nam biết đến và thường tiếp chuyện với ông với tư cách cựu sĩ quan hoa tiêu.
Cũng từ khi chuyển qua làm doanh nghiệp, ông bắt đầu viết với các bút danh Lê Thanh Tông, Thành Ngọc, Lê Nam. Tuy nhiên, bút hiệu nổi tiếng nhất của ông lại chính là tên thật Lê Thành Chơn. Một trong những tác phẩm đầu tiên của ông ra đời vào năm 1990, lúc đó cấp bậc của ông bị sắp sai thành "thiếu tướng". Sự nhầm lẫn này mất mấy năm sau mới điều chỉnh lại. Năm 1997, ông được kết nạp vào Hội Nhà văn Việt Nam. Ông nhận được một số giải thưởng văn học. Ngoài ra, ông còn là cộng tác viên thân thuộc của nhiều tờ báo, nhất là về đề tài người lính, phi công. Gần đây, ông còn tham gia viết bài về thị trường chứng khoán với tư cách một chuyên gia am hiểu cho Báo Sài Gòn Giải Phóng.
Ông qua đời ngày 10 tháng 9 năm 2021 tại Thành phố Hồ Chí Minh, thọ 84 tuổi.

### Một số tác phẩm tiêu biểu
Lê Thành Chơn đã cho xuất bản hơn 8 tập ký, 6 tập tiểu thuyết, 3 kịch bản phim truyện. Các tác phẩm của ông chủ yếu về đề tài không quân và ông là một trong 3 nhà văn là sĩ quan không quân hay viết về đề tài không quân, tuy nhiên ông được đánh giá cao hơn vì tính chính xác trong tường thuật của một người từng tham gia trong tổ chức chiến đấu và có ghi chép cụ thể trong hồi ký.
- Đọ cánh (tiểu thuyết, 1990)

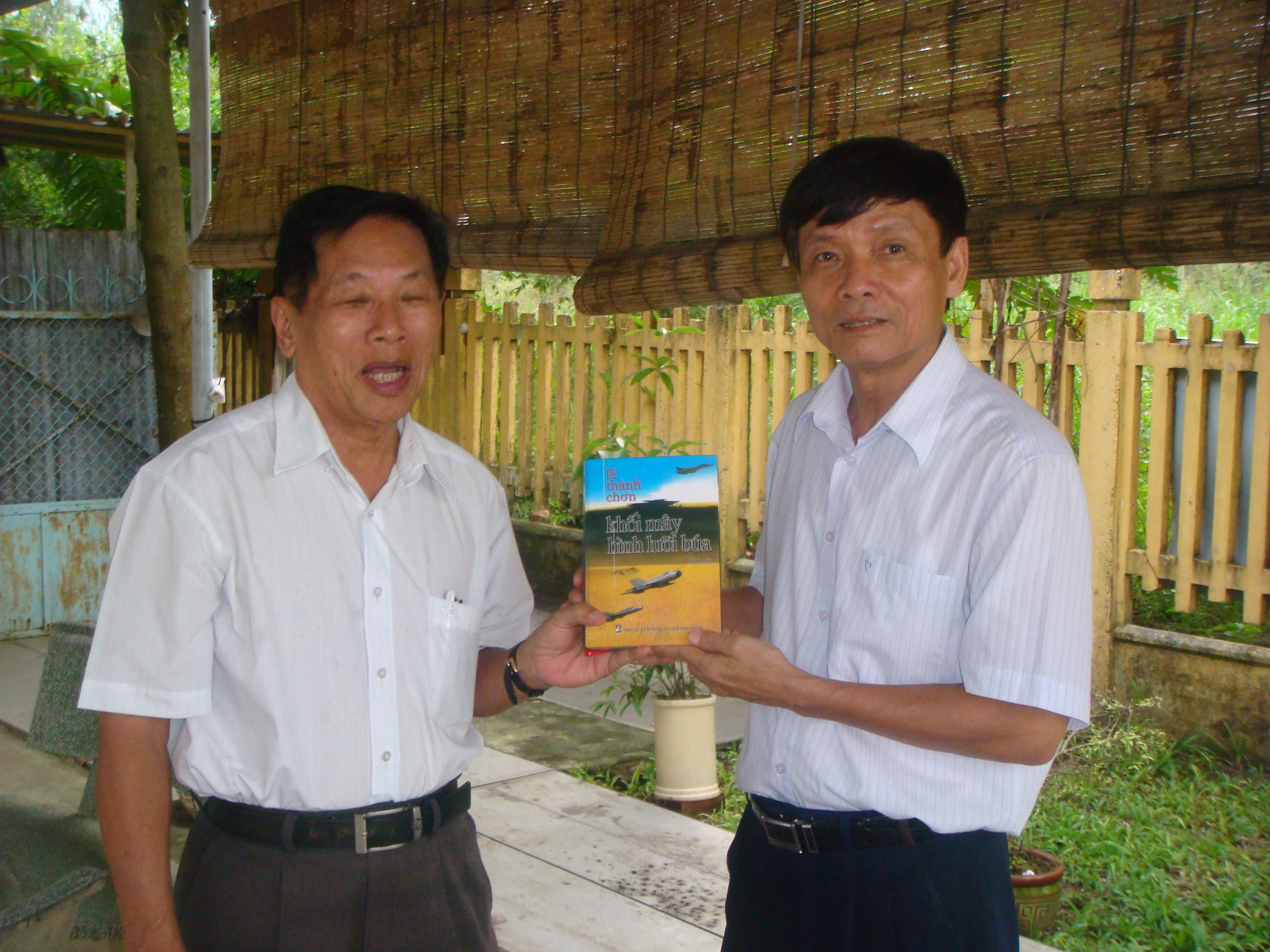
Cựu hoa tiêu Lê Thành Chơn tặng sách cho cựu phi công Nguyễn Văn Nghĩa, một trong những phi công Ace Việt Nam (Biên Hòa, tháng 11 năm 2010).

- Anh hùng trên chín tầng mây (truyện ký, 1994, tái bản 1997)
- Duyên thơ (thơ, in chung, 1995)
- Thơ chọn lọc (in chung, 1995)
- Như muôn vàn người lính (tập truyện ký, in chung, 1996)
- Người anh hùng chưa được tuyên dương (1998)
- Canh năm (2000)
- Bầu trời ước vọng (2000)
- Tầm cao (2001)
- Huyền thoại đất phương Nam (2002)
- Bản án tản thất quân dụng (2002)
- Đọ cánh với pháo đài bay B52 (2002)
- Khối mây hình lưỡi búa (2006)
- Bầu trời và mặt đất (kịch nói).

### Các giải thưởng văn học
- Giải thưởng của Hội Nhà văn Việt Nam với tập ký Anh hùng trên chín từng mây (1996).
- Giải thưởng cuộc thi viết tiểu thuyết do Hội Nhà văn Việt Nam và Bộ Công an tổ chức 1998-2000 với tiểu thuyết Bản án tản thất quân dụng.
- Giải thưởng cuộc thi viết tiểu thuyết do Hội Nhà văn Việt Nam tổ chức 1998-2000 với tiểu thuyết Canh năm.
- Giải nhì (không có giải nhất) cuộc thi viết phóng sự ký sự báo Sài gòn giải phòng (2005).

## Gia đình
Ông lập gia đình với bà Nguyễn Thị Thanh. Sau khi chuyển ngành, gia đình ông chuyển về sống ở quận Tân Bình, thành phố Hồ Chí Minh. Năm 2004, bà Thanh qua đời. Gia đình ông gửi toàn bộ số tiền phúng điếu 20 triệu đồng cho Hội Bảo trợ bệnh nhân nghèo Thành phố Hồ Chí Minh.